# Lomná, Námestovo
Lomná este o comună slovacă, aflată în districtul Námestovo din regiunea Žilina, pe malul râului Lomná⁠(d). Localitatea se află la altitudinea de 690 m deasupra n.m., se întinde pe o suprafață de 21,56 km2 și în 2017 număra 914 locuitori. Se învecinează cu comuna Oravská Lesná.

## Istoric
Localitatea Lomná este atestată documentar din 1600.

## Demografie
| An:                | 1994 | 2004    | 2014    | 2024   |
| ------------------ | ---- | ------- | ------- | ------ |
| Număr de persoane: | 700  | 785     | 887     | 966    |
| Diferență:         |      | +12,14% | +12,99% | +8,90% |

| An:                | 2023 | 2024   |
| ------------------ | ---- | ------ |
| Număr de persoane: | 961  | 966    |
| Diferență:         |      | +0,52% |